# Мексиканський карликовий удав
Мексиканський карликовий удав (Exiliboa placata) — єдиний представник роду неотруйних змій Мексиканський карликовий удав родини Удавові.

## Опис
Загальна довжина сягає 41—50 см. Голова сильно стиснута з боків, вузтка. Тулуб тонкий у передній частині, товстий — у задній. Забарвлення чорного кольору із блиском.

## Спосіб життя
Полюбляє гірські соснові ліси. зустрічається на висоті від 800 до 2500 м над рівнем моря. Активний уночі, вдень ховається під каменями або у ґрунті. Харчується земноводними.
Це живородна змія.

## Розповсюдження
Дуже рідкісний, зустрічається тільки у мексиканському штаті Оахака.